# Набережна Круазет

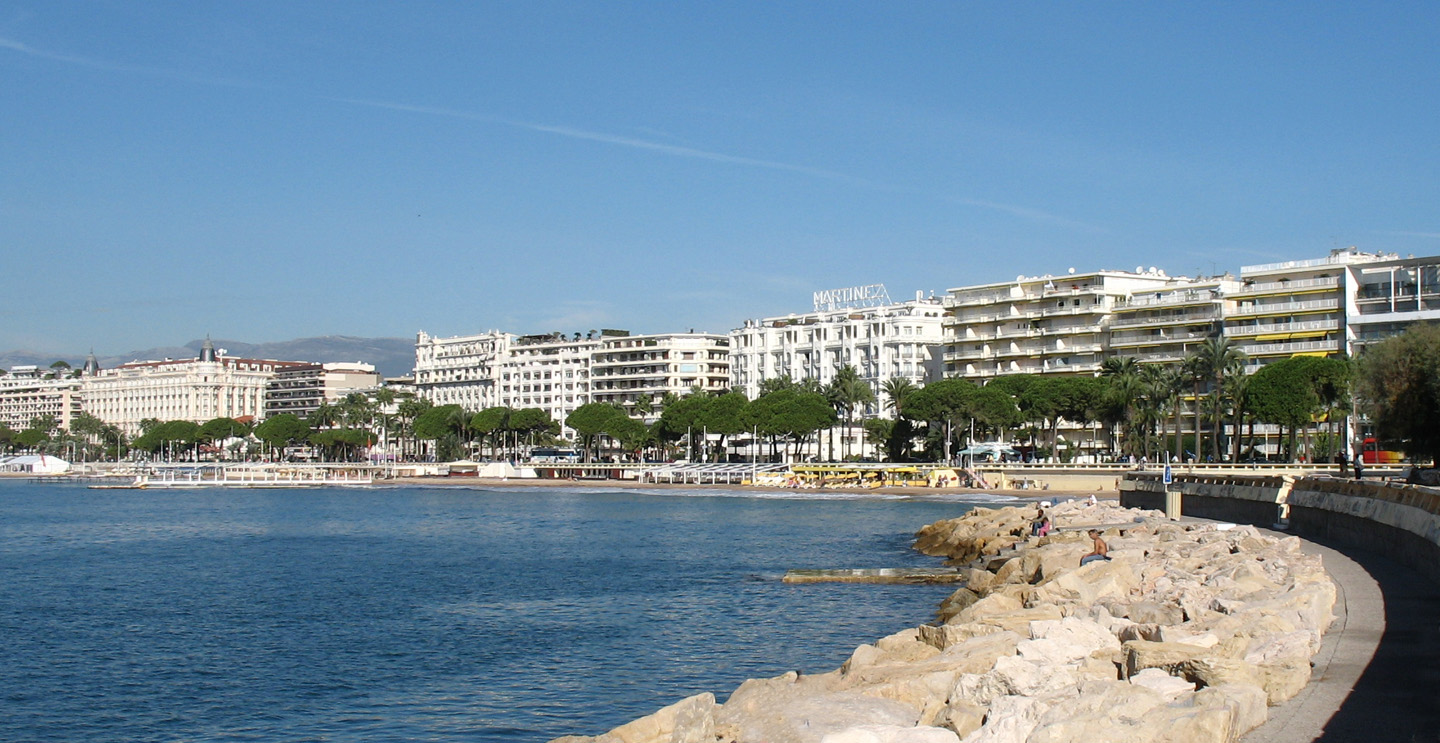
Набережна Круазет — відомий бульвар уздовж узбережжя Канн (Франція)

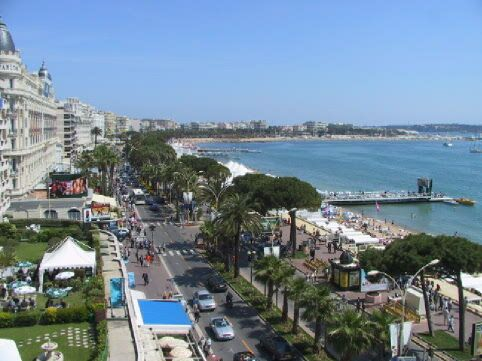
Круазет

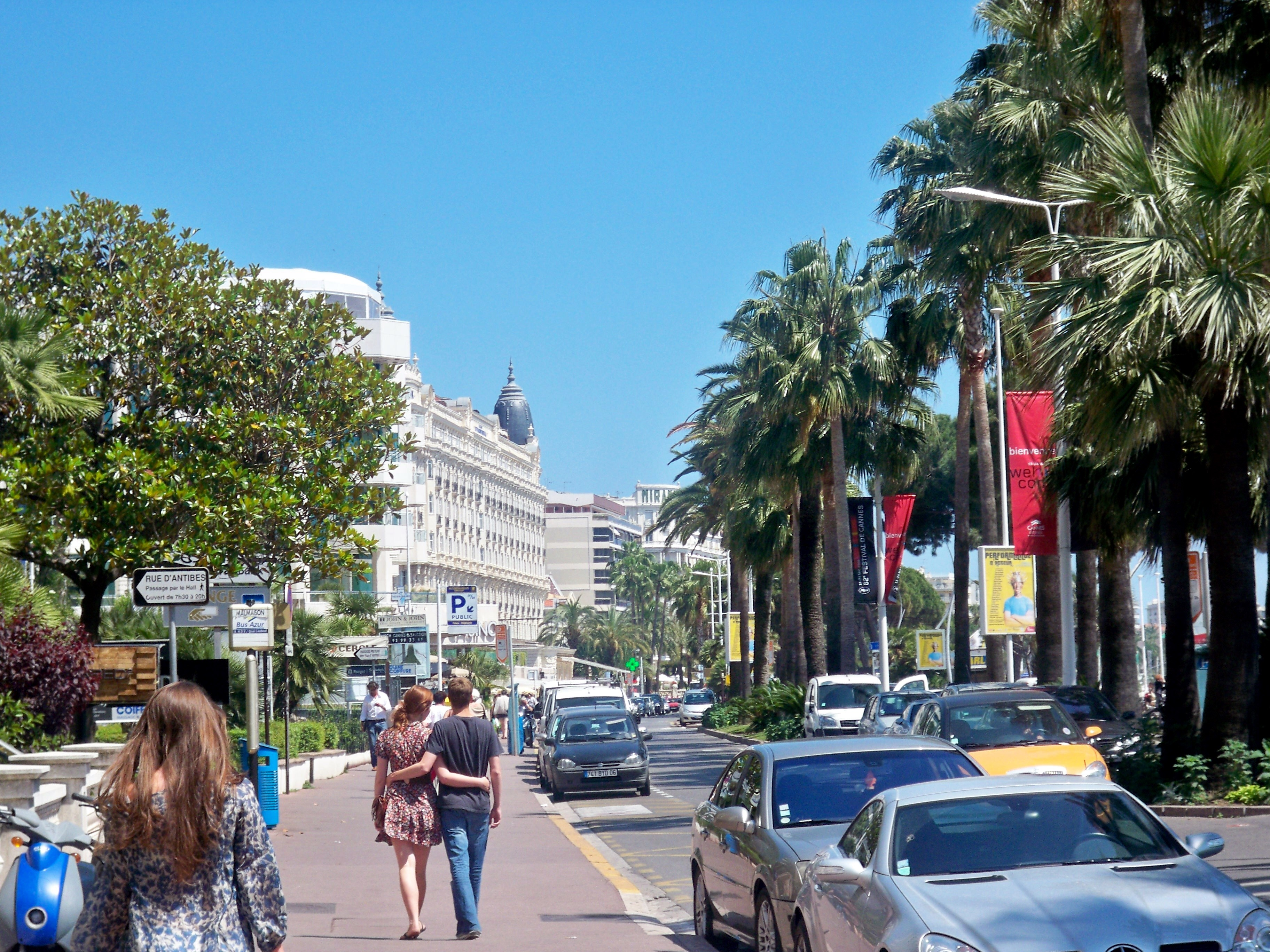
Набережна Круазет

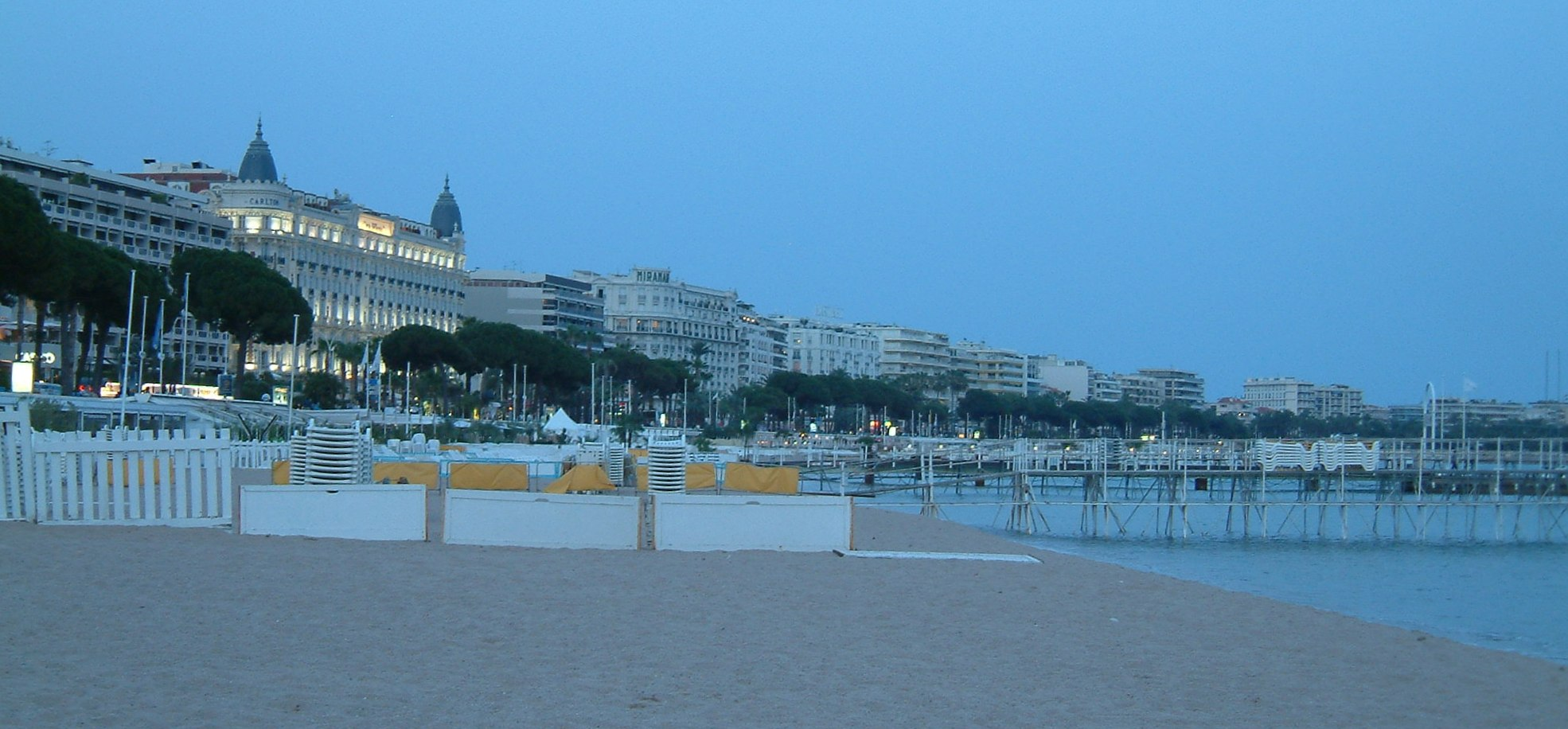
Круазетт, вид на пляж

Набережна Круазет (фр. Promenade de la Croisette) — відомий бульвар уздовж узбережжя  Канн (Франція), розбитий на місці стародавньої дороги під назвою Шлях малого хреста. Внесена до загального реєстру культурної спадщини Франції.

## Розташування
Пролягає через центр міста, з'єднує старий порт і Палац фестивалів з мисом Пальм-Біч (стара назва — мис Хреста). Має протяжність близько 2,8 км. Завдяки своєму вигідному розташуванню стала місцем дорогої забудови: тут розташувалися престижні готелі (Карлтон, Мартінез, Мажестік), магазини всесвітньо відомих марок.
З набережної відкривається вид на Леринські острови, на яких розташований один з найдавніших монастирів  Галлії: Леринське абатство.

## Історія
Це місце до 1860 року було сільською дорогою,відразу перетворившись на одну з найвідоміших набережних у світі. Саме тут в XIX столітті місцеві і приїжджі багатії стали будувати свої вілли, зводити готелі для туристів. Сюди почали приїздити зірки і легендарні особистості. Це одне з найпрестижніших і найдорожчих місць у світі, де кожен квадратний метр коштує величезні гроші. На туристів тут чекають незабутні враження від надзвичайної розкоші і витонченості готелів, магазинів та бутиків. Круазетт пролягає вздовж Канської бухти, від Палацу фестивалів до престижного казино Палм Біч.